# Hiperidrose
A hiperidrose é uma condição caracterizada pela transpiração anormalmente aumentada, além do exigido para a regulação da temperatura corporal.

## Prognóstico e impacto
A hiperidrose pode ter consequências fisiológicas, tais como mãos frias e úmidas, desidratação e de infecções de pele secundárias até a maceração da pele. A doença pode também ter efeitos emocionais devastadores sobre a vida do indivíduo.
As pessoas afetadas estão constantemente conscientes da sua condição e tentam modificar seu estilo de vida para se acomodar a esse problema. Isso pode ser incapacitante na vida profissional, acadêmica e social do indivíduo, causando constrangimentos. Muitas tarefas rotineiras tornam-se impossíveis, o que pode esgotar psicologicamente as pessoas portadoras do distúrbio.
A transpiração excessiva das mãos interfere com muitas atividades de rotina, como pegar objetos de forma segura. Algumas pessoas que sofrem de hiperidrose evitam situações em que elas entrarão em contato físico com outras pessoas, como cumprimentar uma pessoa com um aperto de mão, e escondendo embaraçosas manchas de suor nas axilas, o que pode limitar os movimentos da pessoa. Em casos graves, as camisas devem ser trocadas várias vezes durante o dia. Além disso, a ansiedade causada pela auto-consciência da transpiração pode agravar o quadro. A transpiração excessiva dos pés torna mais difícil para os pacientes andar descalços ou de calçado aberto, visto que os pés deslizam em torno do sapato por causa do suor.
Algumas carreiras apresentam desafios para quem sofre de hiperidrose. Por exemplo, as carreiras que exigem o uso hábil de uma faca não podem ser realizadas com segurança por pessoas com sudorese excessiva nas mãos. Funcionários, tais como pessoal de vendas, que interagem com muitas pessoas novas podem ser negativamente afetados pela rejeição social. O risco de desidratação pode limitar a capacidade de alguns doentes em trabalhar em locais muito quentes (especialmente se forem também úmidos). Até mesmo tocar instrumentos musicais pode ser desconfortável ou difícil, devido ao excesso de suor nas mãos.

## Sintomas

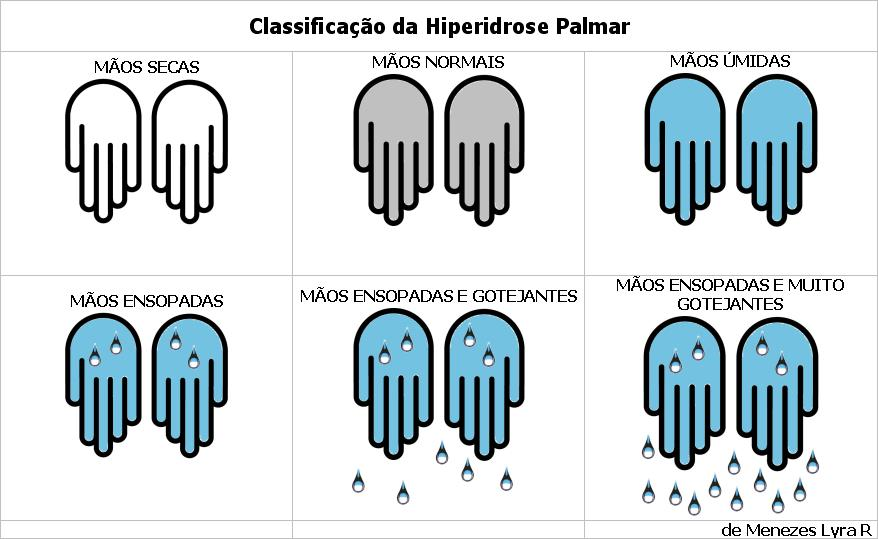
Quantificação da hiperidrose palmar.

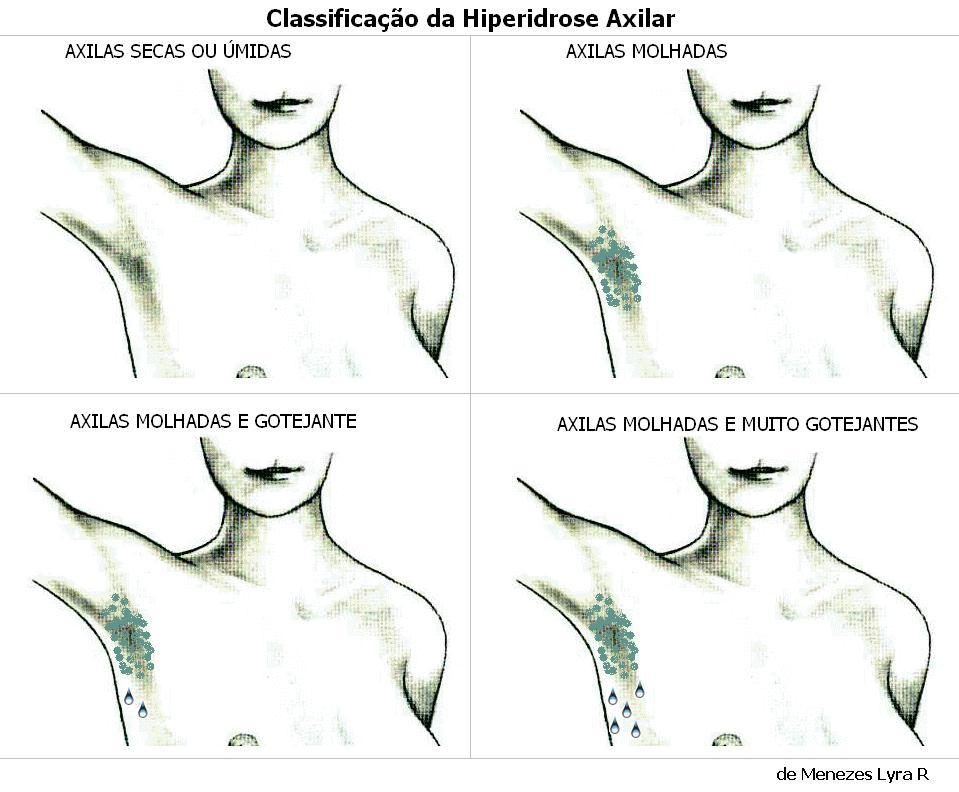
Quantificação da hiperidrose axilar

A hiperidrose pode ser generalizada ou localizada a partes específicas do corpo. Mãos, pés, axilas e virilha estão entre as regiões mais ativas da transpiração, devido à concentração relativamente elevada de glândulas sudoríparas, no entanto, qualquer parte do corpo pode ser afetada.
A hiperidrose pode ser classificada dependendo se é uma característica congênita ou adquirida. A hiperidrose primária geralmente se inicia na adolescência ou mesmo antes e parece ser herdada através traço genético autossômico dominante. A hiperidrose primária deve ser distinguida da hiperidrose secundária, que pode começar em qualquer momento da vida. Esta última forma pode ser devido a um distúrbio da glândula tireóide ou da hipófise, diabetes mellitus, tumores, gota, menopausa, certos medicamentos, ou envenenamento por mercúrio.
A hiperidrose pode ser também dividida em hiperidrose palmoplantar (sudorese sintomática principalmente nas mãos ou pés), gustativa ou generalizada.
Alternativamente, a hiperidrose pode ser classificada de acordo com a quantidade de pele que é afetada e suas possíveis causas. Nesta abordagem, a sudorese excessiva em uma área que é superior a 100 cm² (até a sudorese generalizada de todo o corpo) diferencia-se da transpiração, que afeta apenas uma pequena área.

## Epidemiologia
Estima-se que a hiperidrose primária atinja 2,8% da população mundial. A doença acomete igualmente homens e mulheres e ocorre mais comumente em pessoas entre 25-64 anos. Alguns podem ser afetados desde a infância. Cerca de 30-50% dos pacientes têm outro membro da família com a mesma condição, o que implica uma predisposição genética.
Em 2006, pesquisadores da Universidade de Saga, no Japão, informaram que a hiperidrose primária palmar localiza-se nos locus 14q11.2-q13.

## Tratamentos
Existem dois tipos de tratamentos para a hiperidrose: o temporário ou paliativo, e o definitivo ou cirúrgico.

### Medicamentos
O cloreto de alumínio é usado em vários antitranspirantes. No entanto, as pessoas que sofrem de hiperidrose precisam de soluções com uma concentração muito maior para tratar eficazmente os sintomas da doença. Estas soluções antitranspirantes são especialmente eficazes para o tratamento da hiperidrose axilar. Normalmente, os resultados levam cerca de 3 a 5 dias para serem notados. O principal efeito secundário é que a substância pode causar irritação da pele. Para os casos graves de hiperidrose palmar e plantar há algum sucesso usando medidas conservadoras como antiperspirantes de cloreto de alumínio.
Injeções de toxina botulínica tipo A, passando pela marca de Botox ou Dysport, são usadas para desativar as glândulas sudoríparas. Os efeitos podem durar de 4 a 9 meses, dependendo do local das injeções. Este procedimento é utilizado para a transpiração nas axilas e foi aprovado pela Food and Drug Administration (FDA) dos Estados Unidos.
Várias drogas anticolinérgicas reduzem a hiperidrose. A oxibutinina (marca Ditropan) é aquela que tem se mostrado a mais promissora. Embora tenha importantes efeitos colaterais, que incluem sonolência, sintomas visuais e secura na boca e outras membranas mucosas. Outra versão dessa droga também está disponível (Ditropan XL), com eficácia supostamente reduzida. Glicopirrolato (Robinul) é uma outra droga usada. A droga parece ser quase tão eficaz quanto a oxibutinina e tem efeitos colaterais similares. Outros agentes anticolinérgicos que têm sido testados incluem o brometo de propantelina (Probanthine) e benzotropina (Cogentin).
Antidepressivos e ansiolíticos eram utilizados na crença de que a hiperidrose primária estava relacionada a um estilo de personalidade ansiosa.

### Procedimentos cirúrgicos

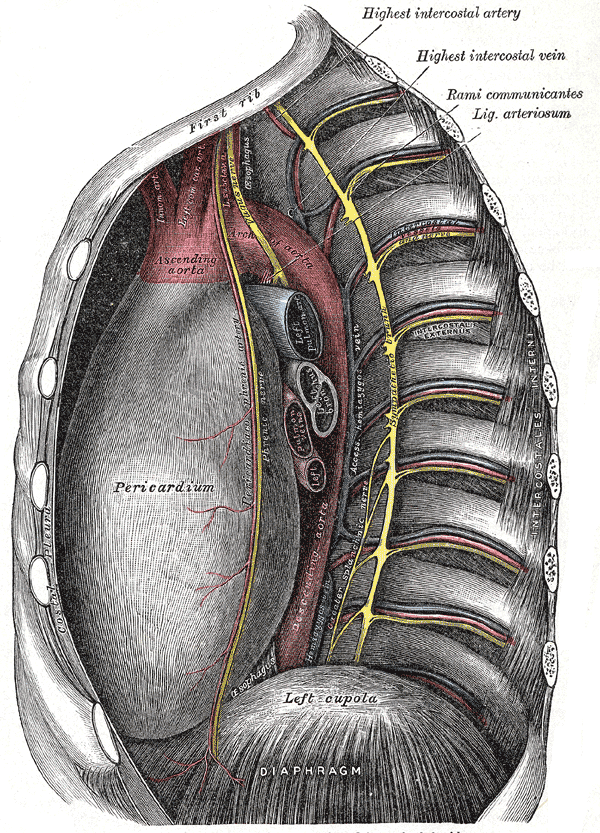
Após a cirurgia de simpatectomia torácica endoscópica (STE), pode acontecer do corpo suar excessivamente em áreas não tratadas, mais comumente a região lombar e no tronco, mas também pode ser espalhado sobre a superfície total do corpo abaixo do nível do corte. Esse fenômeno é denominado hiperidrose compensatória e é considerado suportável pela maioria dos operados.

A remoção ou destruição da glândula sudorípara é uma das opções cirúrgicas disponíveis para a hiperidrose axilar. Existem vários métodos  cirúrgicos para esse procedimento, como a aspiração de glândulas, a lipoaspiração axilar, a ablação por laser, etc. A sucção da glândula sudorípara é uma técnica adaptada de lipoaspiração, na qual aproximadamente 30% das glândulas sudoríparas são removidas, com uma redução proporcional no suor.
Outra principal opção cirúrgica é a simpatectomia torácica endoscópica (STE), que faz cortes, queimaduras, ou implanta grampos no gânglio torácico do sistema nervoso simpático, que funciona ao lado da coluna vertebral. A aplicação de grampos se destina a permitir a reversão do procedimento. A STE é geralmente considerada um "procedimento seguro, reprodutível e eficaz e mais pacientes estão satisfeitos com os resultados da cirurgia". Taxas de satisfação acima de 80% têm sido relatadas, sendo maior para as crianças. O procedimento reduz o suor excessivo das mãos em cerca de 85-95% dos pacientes. A STE também pode ser útil no tratamento da hiperidrose axilar, do rubor facial e da sudorese facial; entretanto, pacientes com rubor facial e/ou transpiração facial excessiva têm taxas mais elevadas de insucesso e os pacientes podem ser mais propensos a sofrer efeitos colaterais indesejados, embora isso não tenha sido estabelecido em um ensaio clínico controlado ou em um estudo independente.
A simpatectomia lombar é um procedimento relativamente novo, voltado para aqueles pacientes em que a simpatectomia torácica endoscópica (STE) não aliviou a sudorese plantar excessiva. Com este procedimento, a cadeia simpática na região lombar é cortada ou dividida, a fim de aliviar o excesso de transpiração intensa no pé. A taxa de sucesso é de cerca de 90% e a operação deve ser realizada somente se os pacientes já tentaram outras medidas conservadoras. Este tipo de simpatectomia também é controversa, pois os pacientes submetidos ao procedimento muitas vezes acabam com hipotensão (um sinal de disfunção autonômica) e, nos homens, foi relatado ejaculação retrógrada (infertilidade) e a incapacidade de manter a ereção. Entretanto, as informações disponíveis mais recentes mostraram que os problemas de ejaculação retrógrada, incapacidade de manter a ereção e hipertensão não são validados. Em um artigo 2007 nenhum paciente apresentou disfunção sexual.
A simpatectomia percutânea é um procedimento minimamente invasivo onde o nervo é bloqueado por uma injeção de fenol. O procedimento permite um alívio temporário na maioria dos casos. Alguns médicos defendem o uso deste procedimento mais conservador antes da simpatectomia cirúrgica definitiva.[carece de fontes?]

#### Possíveis efeitos colaterais
Embora a simpatectomia toracoscópica seja um tratamento consagrado para o problema, o efeito colateral chamado "hiperidrose compensatória" é bastante comum e desempenha um papel fundamental na determinação do nível de satisfação do paciente. Geralmente, as áreas do corpo mais frequentemente afetadas por esse efeito adverso são o tórax, dorso, pernas, abdome, coxas e virilha. Entretanto, apesar da incidência de hiperidrose compensatória pós-operatória ser alta (varia de 30% a 84% dos pacientes operados), na maioria dos casos ela é tolerável e não representa um obstáculo social ou ocupacional, sendo que o nível de satisfação do paciente com o desfecho cirúrgico, no geral, é elevado. Os pacientes sentem algum inconveniente somente quando seus sintomas são graves ou quando não são adequadamente informados antes do procedimento.
Os efeitos colaterais da STE podem variar de triviais a perturbadores. Grandes inconvenientes relacionados com a hiperidrose compensatória são relatados por entre 20% e 80% dos pacientes operados. Tem sido relatado que a transpiração total do corpo em resposta ao calor aumenta após a simpatectomia. Além disso, o problema original da hiperidrose pode ocorrer novamente devido à regeneração do nervo, geralmente após 6 meses do procedimento. Entretanto, como dito anteriormente, a maioria das pessoas que sentem o efeito colateral relatam que a hiperidrose compensatória é tolerável, mas entre 1 e 51% afirmam que a sua qualidade de vida diminuiu como resultado da hiperidrose compensatória.
Outros possíveis efeitos colaterais incluem a síndrome de Horner (cerca de 1% dos pacientes), hiperidrose gustativa (menos de 25% dos pacientes) e, de vez em quando, mãos muito secas (mãos lixa). Alguns pacientes também experimentaram uma denervação simpática cardíaca, o que resulta em batimentos cardíacos 10% mais baixos durante o repouso e exercícios, conduzindo a uma diminuição da frequência cardíaca em relação à carga de trabalho.